# Hermann Everding
Hermann Everding (* 25. September 1875 in Gelsenkirchen; † 20. Jahrhundert) war ein deutscher Industriemanager.
Everding war bis 1921 Oberbergwerksdirektor der Hohenlohewerke AG in Oberschlesien.
Seit 1928 war er alleiniges Vorstandsmitglied der Bayerischen Braunkohlenindustrie AG zu Schwandorf. Als Nationalsozialist wurde er 1945 von der amerikanischen Besatzungsmacht seines Amtes enthoben.